# Lonchophylla bokermanni
Lonchophylla bokermanni es una especie de murciélago de la familia Phyllostomidae.

## Distribución geográfica
Se encuentra en Brasil.